# Фрауенфелд
Фрауенфелд (фр. Frauenfeld, итал. Frauenfeld) је град у североисточној Швајцарској. Фрауенфелд је управно седиште и највећи град кантона Тургауа.

## Природне одлике
Фрауенфелд се налази у крајње североисточном делу Швајцарске, близу границе са Немачком - 10 км северно. Од најближег већег града, Цириха град је удаљен 45 км североисточно, а значајан град у околини је Винтертур (10 km југозападно).
Рељеф: Фрауенфелд се налази у омањој долини реке Мург. Окружење града равничарско до брдовито, што је за услове изразито планинске Швајцарске веома повољна околност. Јужно од града издиже се најсеверније горје Алпа.
Клима: Клима у Фрауенфелду је умерено континентална.
Воде: Кроз Фрауенфелд протиче река Мург, која град дели на источни и западни део.

## Историја
Подручје Фрауенфелда је било насељено још у време праисторије и Старог Рима, али није имало велики значај.
Град је основан 12. августа 1246. године. У 15. веку град и околина су постали војводство, које се придружило Швајцарској конфедерацији. Од војводства је настао данашњи кантон Тургау.
Почетком 16. века, у доба реформације, грађани су примили протестантизам.
Током 19. века Фрауенфелд се почиње полако развијати и јачати економски. Ово благостање се задржало до дан-данас.

## Становништво
2008. године Фрауенфелд је имао око 23.000 становника.
Језик: Швајцарски Немци чине традиционално становништво града и немачки језик је званични у граду и кантону. Међутим, градско становништво је током протеклих неколико деценија постало веома шаролико, па се на улицама Фрауенфелда чују бројни други језици.
Вероисповест: Месни Немци су у 16. веку прихватили протестантизам. Међутим, последњих деценија у граду се знатно повећао удео римокатолика.

## Галерија слика
- Замак Фрауенфелд
- Градска кућа
- Панорама Фрауенфелда са западног улаза
- Гравира средњовековног Фрауенфелда